# 1975-ös Copa América
Az 1975-ös Copa América a 30. kiírása volt a dél-amerikai válogatottak első számú tornájának. Ez volt az első torna Copa América néven. A torna lebonyolítása is megváltozott. Nem volt házigazda, a mérkőzéseket mind a 10 részt vevő országban játszották, a torna is bő 3 hónapig tartott. A 10 résztvevőből 9 csapat 3 csoportban csoportmérkőzéseket játszott, amelyekből az első helyezettek jutottak az elődöntőbe. Az elődöntőben csatlakozott a tizedik résztvevő, a címvédő Uruguay.

## Résztvevők
| - Argentína - Bolívia - Brazília - Chile - Ecuador | - Kolumbia - Paraguay - Peru - Uruguay - Venezuela |

## Eredmények

### Csoportkör
A csoportmérkőzéseken részt vevő kilenc válogatottat 3 darab 3 csapatos csoportba sorsolták. Mindegyik csapat egyszer hazai pályán, egyszer pedig idegenben játszott a másik két ellenfelével, összesen 4 mérkőzést. Ezután alakultak ki a csoportok végeredményei, az első helyezettek jutottak tovább az elődöntőbe.
| Jelmagyarázat                                           |
| ------------------------------------------------------- |
| A csoportok első helyezettjei bejutottak az elődöntőbe. |
| A csoportok második és harmadik helyezettjei kiestek.   |

#### A csoport
| Csapat    | M | Gy | D | V | G+ | G– | Gk  | P |
| --------- | - | -- | - | - | -- | -- | --- | - |
| Brazília  | 4 | 4  | 0 | 0 | 13 | 1  | +12 | 8 |
| Argentína | 4 | 2  | 0 | 2 | 17 | 4  | +13 | 4 |
| Venezuela | 4 | 0  | 0 | 4 | 1  | 26 | –25 | 0 |

| 1975. július 31. |

| Venezuela | 0–4   | Brazília                              |
| --------- | ----- | ------------------------------------- |
|           | (0–1) | Romeu 2' Danival 50' Palhinha 82' 88' |

| Estadio Olímpico de la Ciudad Universitaria, Caracas Nézőszám: 20 000 Játékvezető: Carlos Rivero (perui) |

| 1975. augusztus 3. |

| Venezuela   | 1–5   | Argentína                                |
| ----------- | ----- | ---------------------------------------- |
| Iriarte 14' | (1–3) | Luque 12' 34' 66' Kempes 30' Ardiles 86' |

| Estadio Olímpico de la Ciudad Universitaria, Caracas Nézőszám: 15 000 Játékvezető: Hormazabal Diaz (chilei) |

| 1975. augusztus 6. |

| Brazília                   | 2–1   | Argentína |
| -------------------------- | ----- | --------- |
| Nelinho 31' 55' (11-esből) | (1–1) | Asad 11'  |

| Estádio Mineirão, Belo Horizonte Nézőszám: 80 000 Játékvezető: Ramón Barreto (uruguayi) |

| 1975. augusztus 10. |

| Argentína                                                                                      | 11–0  | Venezuela |
| ---------------------------------------------------------------------------------------------- | ----- | --------- |
| Killer 8' 41' 62' Gallego 14' Ardiles 39' Kempes 53' 81' Zanabria 56' 64' Bóveda 80' Luque 85' | (4–0) |           |

| Estadio Cor de León, Rosario Nézőszám: 50 000 Játékvezető: Pedro Reyes (perui) |

| 1975. augusztus 13. |

| Brazília                                                             | 6–0   | Venezuela |
| -------------------------------------------------------------------- | ----- | --------- |
| Roberto Batata 6' 79' Nelinho 9' Danival 37' Campos 53' Palhinha 65' | (3–0) |           |

| Estádio Mineirão, Belo Horizonte Nézőszám: 32 000 Játékvezető: Carlos Rivero (perui) |

| 1975. augusztus 16. |

| Argentína | 0–1   | Brazília    |
| --------- | ----- | ----------- |
|           | (0–1) | Danival 45' |

| Estadio Cor de León, Rosario Nézőszám: 50 000 Játékvezető: Carlos Robles (chilei) |

#### B csoport
| Csapat  | M | Gy | D | V | G+ | G– | Gk | P |
| ------- | - | -- | - | - | -- | -- | -- | - |
| Peru    | 4 | 3  | 1 | 0 | 8  | 3  | +5 | 7 |
| Chile   | 4 | 1  | 1 | 2 | 7  | 6  | +1 | 3 |
| Bolívia | 4 | 1  | 0 | 3 | 3  | 9  | –6 | 2 |

| 1975. július 17. |

| Chile        | 1–1   | Peru      |
| ------------ | ----- | --------- |
| Crisosto 10' | (1–0) | Rojas 72' |

| Estadio Nacional de Chile, Santiago de Chile Nézőszám: 50 000 Játékvezető: Omar Delgado (kolumbiai) |

| 1975. július 20. |

| Bolívia       | 2–1   | Chile      |
| ------------- | ----- | ---------- |
| Mezza 60' 75' | (0–1) | Gamboa 41' |

| Estadio Jesús Bermúdez, Oruro Nézőszám: 18 000 Játékvezető: Héctor Ortíz (paraguayi) |

| 1975. július 27. |

| Bolívia | 0–1   | Peru        |
| ------- | ----- | ----------- |
|         | (0–1) | Ramírez 17' |

| Estadio Jesús Bermúdez, Oruro Nézőszám: 18 000 Játékvezető: Alberto Ducatelli (argentin) |

| 1975. augusztus 7. |

| Peru                                        | 3–1   | Bolívia              |
| ------------------------------------------- | ----- | -------------------- |
| Ramírez 7' (11-esből) Cueto 26' Oblitas 52' | (2–0) | Mezza 58' (11-esből) |

| Estadio Nacional, Lima Nézőszám: 40 000 Játékvezető: Romualdo Arppi Filho (brazil) |

| 1975. augusztus 13. |

| Chile                                  | 4–0   | Bolívia |
| -------------------------------------- | ----- | ------- |
| Araneda 40' 87' Ahumada 61' Gamboa 71' | (1–0) |         |

| Estadio Nacional de Chile, Santiago de Chile Nézőszám: 15 000 Játékvezető: Arturo Ithurralde (argentin) |

| 1975. augusztus 20. |

| Peru                              | 3–1   | Chile       |
| --------------------------------- | ----- | ----------- |
| Rojas 3' Oblitas 32' Cubillas 39' | (3–0) | Reinoso 76' |

| Estadio Alejandro Villanueva, Lima Nézőszám: 40 000 Játékvezető: Juan José Fortunatto (uruguayi) |

#### C csoport
| Csapat   | M | Gy | D | V | G+ | G– | Gk | P |
| -------- | - | -- | - | - | -- | -- | -- | - |
| Kolumbia | 4 | 4  | 0 | 0 | 7  | 1  | +6 | 8 |
| Paraguay | 4 | 1  | 1 | 2 | 5  | 5  | 0  | 3 |
| Ecuador  | 4 | 0  | 1 | 3 | 4  | 10 | –6 | 1 |

| 1975. július 20. |

| Kolumbia | 1–0   | Paraguay |
| -------- | ----- | -------- |
| Díaz 83' | (0–0) |          |

| Estadio Nemesio Camacho El Campín, Bogotá Nézőszám: 60 000 Játékvezető: Romualdo Arppi Filho (brazil) |

| 1975. július 24. |

| Ecuador                  | 2–2   | Paraguay      |
| ------------------------ | ----- | ------------- |
| Lasso 38' P. Carrera 47' | (1–1) | Kiese 16' 87' |

| Estadio Modelo, Guayaquil Nézőszám: 50 000 Játékvezető: Mario Fiorenza (venezuelai) |

| 1975. július 27. |

| Ecuador   | 1–3   | Kolumbia                            |
| --------- | ----- | ----------------------------------- |
| Ortiz 15' | (1–1) | P. Carrera 40' Retat 75' Castro 83' |

| Estadio Olímpico Atahualpa, Quito Nézőszám: 45 000 Játékvezető: Miguel Comesaña (argentin) |

| 1975. július 30. |

| Paraguay | 0–1   | Kolumbia |
| -------- | ----- | -------- |
|          | (0–1) | Díaz 40' |

| Estadio Defensores del Chaco, Asunción Nézőszám: 50 000 Játékvezető: Arnaldo César Coelho (brazil) |

| 1975. augusztus 7. |

| Kolumbia            | 2–0   | Ecuador |
| ------------------- | ----- | ------- |
| Díaz 15' Calero 42' | (2–0) |         |

| Estadio Nemesio Camacho El Campín, Bogotá Nézőszám: 50 000 Játékvezető: Carlos Robles (chilei) |

| 1975. augusztus 10. |

| Paraguay               | 3–1   | Ecuador       |
| ---------------------- | ----- | ------------- |
| Rolón 39' 58' Báez 21' | (2–1) | Castañeda 31' |

| Estadio Defensores del Chaco, Asunción Nézőszám: 10 000 Játékvezető: Armando Marques (brazil) |

### Egyenes kieséses szakasz

#### Elődöntők
| 1. csapat | Össz. | 2. csapat                        | 1. mérk. | 2. mérk. |
| --------- | ----- | -------------------------------- | -------- | -------- |
| Kolumbia  | 3 – 1 | Uruguay                          | 3 – 0    | 0 – 1    |
| Brazília  | 3 – 3 | Peru (sorsolással jutott tovább) | 1 – 3    | 2 – 0    |

| 1975. szeptember 21. |

| Kolumbia                      | 3–0   | Uruguay |
| ----------------------------- | ----- | ------- |
| Angulo 53' Ortiz 70' Díaz 90' | (0–0) |         |

| Estadio El Campín, Bogotá Nézőszám: 55 000 Játékvezető: César Orozco (perui) |

| 1975. október 1. |

| Uruguay               | 1–0   | Kolumbia |
| --------------------- | ----- | -------- |
| Morena 17' (11-esből) | (1–0) |          |

| Estadio Centenario, Montevideo Nézőszám: 70 000 Játékvezető: Hormazabal Diaz (chilei) |

| 1975. szeptember 30. |

| Brazília           | 1–3   | Peru                           |
| ------------------ | ----- | ------------------------------ |
| Roberto Batata 54' | (0–1) | Casaretto 19' 88' Cubillas 82' |

| Estádio Mineirão, Belo Horizonte Nézőszám: 25 000 Játékvezető: Miguel Comesaña (argentin) |

| 1975. október 4. |

| Peru | 0–2   | Brazília                        |
| ---- | ----- | ------------------------------- |
|      | (0–1) | Mélendez 10' (öngól) Campos 61' |

| Estadio Alejandro Villanueva, Lima Nézőszám: 55 000 Játékvezető: Arturo Ithurralde (argentin) |

#### Döntő
| 1975. október 16. |

| Kolumbia   | 1–0   | Peru |
| ---------- | ----- | ---- |
| Castro 38' | (1–0) |      |

| Estadio El Campín, Bogotá Nézőszám: 50 000 Játékvezető: Miguel Comesaña (argentin) |

| 1975. október 22. |

| Peru                    | 2–0   | Kolumbia |
| ----------------------- | ----- | -------- |
| Oblitas 18' Ramírez 44' | (2–0) |          |

| Estadio Nacional, Lima Nézőszám: 50 000 Játékvezető: Juan Cavanna (chilei) |

| 1975. október 28. |

| Peru      | 1–0   | Kolumbia |
| --------- | ----- | -------- |
| Sotil 25' | (1–0) |          |

| Estadio Olimpico, Caracas Nézőszám: 30 000 Játékvezető: Ramón Barreto (uruguayi) |

| Az 1975-ös Copa América győztese |
| -------------------------------- |
| PERU 2. cím                      |

### Gólszerzők
| 4 gólos - Leopoldo Luque - Ernesto Díaz 3 gólos - Mario Kempes - Daniel Killer - Ovidio Mezza - Danival - Nelinho - Palhinha - Roberto Batata - Juan Carlos Oblitas - Oswaldo Ramírez | 2 gólos - Osvaldo Ardiles - Mario Zanabria - Campos - Luis Araneda - Miguel Angel Gamboa - Polo Carrera - Ponciano Castro - Willington Ortiz - Hugo Enrique Kiese - Clemente Rolón - Enrique Casaretto - Teófilo Cubillas - Percy Rojas | 1 gólos - Julio Asad - Ramón Bóveda - Américo Gallego - Romeu - Sergio Ahumada - Julio Crisosto - Carlos Reinoso - Gonzalo Castañeda - Félix Lasso - Edgar Angulo - Oswaldo Calero - Eduardo Retat - Carlos Báez - César Cueto - Hugo Sotil - Fernando Morena - Ramón Iriarte öngólos - Julio Meléndez |

### Végeredmény
Az első kettő helyezett utáni sorrend nem tekinthető hivatalosnak, mivel ezekért a helyekért nem játszottak mérkőzéseket. Ezért e helyezések meghatározásához az alábbiak lettek figyelembe véve:
1. több szerzett pont
2. jobb gólkülönbség
3. több szerzett gól

| Helyezés | Nemzet    | M | Gy | D | V | G+ | G– | Gk  | P  |
| -------- | --------- | - | -- | - | - | -- | -- | --- | -- |
| Arany    | Peru      | 9 | 6  | 1 | 2 | 14 | 7  | +7  | 13 |
| Ezüst    | Kolumbia  | 9 | 6  | 0 | 3 | 11 | 5  | +6  | 12 |
|          |           |   |    |   |   |    |    |     |    |
| 3.       | Brazília  | 6 | 5  | 0 | 1 | 16 | 4  | +12 | 10 |
| 4.       | Uruguay   | 2 | 1  | 0 | 1 | 1  | 3  | –2  | 2  |
|          |           |   |    |   |   |    |    |     |    |
| 5.       | Argentína | 4 | 2  | 0 | 2 | 17 | 4  | +13 | 4  |
| 6.       | Chile     | 4 | 1  | 1 | 2 | 7  | 6  | +1  | 3  |
| 7.       | Paraguay  | 4 | 1  | 1 | 2 | 5  | 5  | 0   | 3  |
| 8.       | Bolívia   | 4 | 1  | 0 | 3 | 3  | 9  | –6  | 2  |
| 9.       | Ecuador   | 4 | 0  | 1 | 3 | 4  | 10 | –6  | 1  |
| 10.      | Venezuela | 4 | 0  | 0 | 4 | 1  | 26 | –25 | 0  |

## Külső hivatkozások
- Copa América 1975